# Dicladispa spiculata
Dicladispa spiculata es una especie de insecto coleóptero de la familia Chrysomelidae.
Fue descrita científicamente en 1957 por Uhmann.